# Osiedle (Mazańcowice)
Osiedle – część wsi Mazańcowice w Polsce położona w województwie śląskim, w powiecie bielskim, w gminie Jasienica.